# Francuska Polinezija
Francuska Polinezija je prekomorska zemlja Francuske (francuski: pays d'outre-mer, ili POM) koja se nalazi u Tihom oceanu otprilike 6 000 km istočno od Australije. Glavni i najpoznatiji otok je Tahiti koji se nalazi u skupini Društvenih otoka (Îles de la Société). Na Tahitiju se nalazi i glavni grad Papeete.

## Povijest
Francuska je aneksirala polinezijeske otoke u 19. stoljeću.

## Administracija
Između 1946. i 2003.godine, Francuska Polinezija je imala status prekomorskog teritorija Francuske (francuski: territoire d'outre-mer, ili TOM). 2003. i početkom 2004. nakratko je imala status prekomorskog kolektiva (francuski: collectivité d'outre-mer, ili COM). Status prekomorske zemlje daje veliku autonomiju Polineziji za unutarnja pitanja, dok je za obranu, obrazovanje i vanjska pitanja zadužena Francuska.

## Politika
U rujnu 1995. godine, diljem Francuske su se održavali prosvjedi radi nukulearnih pokusa na atolu Mururoa. Testiranja su ukinuta u siječnju 1996. godine.

## Upravna podjela
Francuska Polinezija se sastoji od 5 administrativnih cjelina:
- Zavjetrinski otoci (îles du Vent)
- Privjetrinski otoci (îles sous le vent)
- Markižansko otočje (îles Marquises)
- Australes
- Tuamotu-Gambier

## Zemljopis
Francuska Polinezija se sastoji od više grupa otoka, od kojih je najvažniji Tahiti. Otoci se nalaze na području na kojem su česte sezmičke aktivnosti.
Francuska Polinezija se rasprostranjuje na ukupno 2,5 milijuna km² Tihog oceana, što otprilike odgovara površini Europe. Sastoji se od 118 otoka koji su vulkanskog i koraljnog porijekla. Otoci su raspoređeni u pet arhipelaga:
- Australes,
- Arhipelag Društvenih otoka, najvažniji, sastoji se od :
  - Îles du Vent (Tahiti, Maiao, otoka sjeverno od Mehetia, Moorea i atola Tetiaroa)
  - Îles sous le vent (Raiatea, Tahaa, Huahine, Bora Bora i Maupiti),
- Otočje Tuamotu,
- Otočje Gambier,
- Markižansko otočje,

## Gospodarstvo
Francuska Polinezija ima srednje razvijeno gospodarstvo, ovisno o uvozu dobara, turizmu i financijskoj pomoći Francuske. Turistička infrastruktura je posvuda prisutna.
Također je vrlo razvijena kultura uzgajanja bisera za nakit.

## Stanovništvo
83% stanovnika Francuske Polinezije su Polinežani, 12% bijelci, i 5% istočni azijati (većinom Kinezi). U 2002. godini, 69% stanovništva je živjelo na otoku Tahiti. 
43,1 % stanovnika ima manje od 20 godina. Kršćanstvo je glavna religija u Francuskoj Polineziji. Najviše je protestanata i katolika.

## Gradska naselja
Glavna gradska središta su: Faaa, Papeete, Punaauia, Pirae, Mahina, Paea, Papara i Arue.

## Kultura
Polinezija ima najmanju stopu kriminala u cijeloj Francuskoj.
Lokalne televizijske postaje su: RFO Tempo Polynésie, RFO Télé Polynésie na francuskom i TNTV(Tahiti Nui TV)- na francuskom i tahićanskom.

## Vanjske poveznice
- Missions Atlas Project Area of the World Country  Arhivirana inačica izvorne stranice od 26. prosinca 2010. (Wayback Machine)
- Službena stranica Predsjedništva Francuske Polinezije
- Službena stranica državne uprave Polinezije
- Turizam na Tahitiju
- Sveučilište Francuske Polinezije
- Slike  Arhivirana inačica izvorne stranice od 11. prosinca 2005. (Wayback Machine)
- Turističke informacije o Francuskoj Polineziji  Arhivirana inačica izvorne stranice od 7. prosinca 2017. (Wayback Machine)
- Foto Tahiti

|  | Portal Francuske: pristup člancima s tematikom o Francuskoj |